# Обералбен
Обералбен (њем. Oberalben) општина је у њемачкој савезној држави Рајна-Палатинат. Једно је од 98 општинских средишта округа Кузел. Према процјени из 2010. у општини је живјело 263 становника. Посједује регионалну шифру (AGS) 7336070.

## Географски и демографски подаци
Обералбен се налази у савезној држави Рајна-Палатинат у округу Кузел. Општина се налази на надморској висини од 310 метара. Површина општине износи 5,6 km². У самом мјесту је, према процјени из 2010. године, живјело 263 становника. Просјечна густина становништва износи 47 становника/km².